# Leyu (köpinghuvudort i Kina, Jiangsu Sheng, lat 31,93, long 120,70)
Leyu (kinesiska: 乐余, 乐余镇) är en köpinghuvudort i Kina. Den ligger i provinsen Jiangsu, i den östra delen av landet, omkring 180 kilometer öster om provinshuvudstaden Nanjing. Antalet invånare är 81 776. Befolkningen består av 41 022 kvinnor och 40 754 män. Barn under 15 år utgör 8,0 %, vuxna 15-64 år 76 %, och äldre över 65 år 15,0 %.
Runt Leyu är det mycket tätbefolkat, med 1 463 invånare per kvadratkilometer. Närmaste större samhälle är Jinfeng, 6,0 km nordväst om Leyu. Trakten runt Leyu består till största delen av jordbruksmark.
Genomsnittlig årsnederbörd är 1 488 millimeter. Den regnigaste månaden är juli, med i genomsnitt 228 mm nederbörd, och den torraste är januari, med 46 mm nederbörd.